# Artaferne
Artaferne (in greco antico: Ἀρταφέρνης?, Artaphérnēs, in persiano antico Atrfarnah "con la maestà del dio del fuoco"; Sardi, ... – dopo il 492 a.C.) è stato un satrapo persiano della Lidia dal 513 a.C. al 492 a.C..

## Biografia
Artaferne, figlio di Istaspe e quindi fratellastro di Dario I, nel 513 a.C. fu nominato satrapo della Lidia.
Nel 505 a.C., quando gli Ateniesi gli mandarono un'ambasciata per chiedere la protezione della Persia contro Sparta, Artaferne rispose che quest'alleanza sarebbe stata possibile solo se loro avessero riconosciuto la superiorità del re Dario.
Quando Ippia, cacciato da Atene, venne a chiedere ad Artaferne di sostenerlo contro la sua patria, gli Ateniesi mandarono un'altra ambasciata in Persia per chiedergli di non intromettersi negli affari ateniesi, Artaferne rispose che Atene non avrebbe subito alcun danno solo se avesse richiamato Ippia.
Nel 501 a.C. il tiranno di Mileto Aristagora riuscì a convincere Artaferne ad assegnargli il comando di 200 navi da usare per far rientrare in patria gli esuli di Nasso; ma Aristagora, dopo aver fallito, per paura di subire rappresaglie diede inizio ad una rivolta degli Ioni contro i Persiani.
Nel 499 a.C. gli Ioni e dei loro alleati ateniesi assalirono Sardi, la residenza di Artaferne, che essendo stato colto impreparato fu costretto a ritirarsi nella cittadella, mentre il resto della città fu bruciato dai ribelli.
Nel 497 a.C., però, Artaferne e Otane passarono al contrattacco, cominciando ad assalire varie città ionie ed eolie: presero così Clazomene e Cyme.
Artaferne inoltre, esprimendo a Sardi i suoi sospetti nei confronti di Istieo, riuscì a spaventarlo tanto da farlo fuggire. Artaferne riuscì anche ad intercettare alcune sue lettere mandate a dei complici persiani, che furono tutti da lui uccisi, così come lo stesso Istieo quando fu catturato. Dopo la fine della rivolta Artaferne fissò per la Ionia una nuova tassazione, pressoché uguale a quella in vigore prima del 499 e ancora in vigore all'epoca in cui scriveva Erodoto.
Suo figlio, che portava lo stesso nome, assieme a Dati fu a capo della spedizione persiana conclusasi con la sconfitta subita a Maratona ad opera degli Ateniesi e dei Plateesi (490 a.C.).